# ليفين ميجر لويس
ليفين ميجر لويس (بالإنجليزية: Levin Major Lewis)‏ هو ضابط أمريكي، ولد في 6 يناير 1832 في بالتيمور في الولايات المتحدة، وتوفي في 28 مايو 1866 في لوس أنجلوس في الولايات المتحدة.